# Nesticus
Nesticus là một chi nhện trong họ Nesticidae.

## Các loài
- Nesticus abukumanus Yaginuma, 1979
- Nesticus afghanus Roewer, 1962
- Nesticus akamai Yaginuma, 1979
- Nesticus akiensis Yaginuma, 1979
- Nesticus akiyoshiensis (Uyemura, 1941)
  - Nesticus akiyoshiensis ofuku Yaginuma, 1977
- Nesticus ambiguus Denis, 1950
- Nesticus anagamianus Yaginuma, 1976
- Nesticus antillanus Bryant, 1940
- Nesticus archeri Gertsch, 1984
- Nesticus arenstorffi Kulczyński, 1914
- Nesticus arganoi Brignoli, 1972
- Nesticus asuwanus Nishikawa, 1986
- Nesticus balacescui Dumitrescu, 1979
- Nesticus barri Gertsch, 1984
- Nesticus barrowsi Gertsch, 1984
- Nesticus beroni Deltshev, 1977
- Nesticus beshkovi Deltshev, 1979
- Nesticus bishopi Gertsch, 1984
- Nesticus brasiliensis Brignoli, 1979
- Nesticus breviscapus Yaginuma, 1979
- Nesticus brignolii Ott & Lise, 2002
- Nesticus brimleyi Gertsch, 1984
- Nesticus bungonus Yaginuma, 1979
- Nesticus calilegua Ott & Lise, 2002
- Nesticus campus Gertsch, 1984
- Nesticus carolinensis (Bishop, 1950)
- Nesticus carpaticus Dumitrescu, 1979
- Nesticus carteri Emerton, 1875
- Nesticus caverna Gertsch, 1984
- Nesticus cellulanus (Clerck, 1757)
  - Nesticus cellulanus affinis Kulczyński, 1894
- Nesticus cernensis Dumitrescu, 1979
- Nesticus chikunii Yaginuma, 1980
- Nesticus citrinus (Taczanowski, 1874)
- Nesticus concolor Roewer, 1962
- Nesticus constantinescui Dumitrescu, 1979
- Nesticus cooperi Gertsch, 1984
- Nesticus coreanus Paik & Namkung, 1969
- Nesticus crosbyi Gertsch, 1984
- Nesticus delfini (Simon, 1904)
- Nesticus diaconui Dumitrescu, 1979
- Nesticus dilutus Gertsch, 1984
- Nesticus echigonus Yaginuma, 1986
- Nesticus eremita Simon, 1879
- Nesticus fagei Kratochvíl, 1933
- Nesticus flavidus Paik, 1978
- Nesticus furenensis Yaginuma, 1979
- Nesticus furtivus Gertsch, 1984
- Nesticus georgia Gertsch, 1984
- Nesticus gertschi Coyle & McGarity, 1992
- Nesticus gondai Yaginuma, 1979
- Nesticus gujoensis Yaginuma, 1979
- Nesticus henderickxi Bosselaers, 1998
- Nesticus higoensis Yaginuma, 1977
- Nesticus hoffmanni Gertsch, 1971
- Nesticus holsingeri Gertsch, 1984
- Nesticus idriacus Roewer, 1931
- Nesticus inconcinnus Simon, 1907
- Nesticus ionescui Dumitrescu, 1979
- Nesticus iriei Yaginuma, 1979
- Nesticus iwatensis Yaginuma, 1979
- Nesticus jamesoni Gertsch, 1984
- Nesticus jonesi Gertsch, 1984
- Nesticus kaiensis Yaginuma, 1979
- Nesticus karyuensis Yaginuma, 1980
- Nesticus kataokai Yaginuma, 1979
- Nesticus kunisakiensis Irie, 1999
- Nesticus kuriko Yaginuma, 1972
- Nesticus kyongkeomsanensis Namkung, 2002
- Nesticus latiscapus Yaginuma, 1972
  - Nesticus latiscapus kosodensis Yaginuma, 1972
- Nesticus libo Chen & Zhu, 2005
- Nesticus lindbergi Roewer, 1962
- Nesticus longiscapus Yaginuma, 1976
  - Nesticus longiscapus awa Yaginuma, 1978
  - Nesticus longiscapus draco Yaginuma, 1978
  - Nesticus longiscapus kiuchii Yaginuma, 1978
- Nesticus luquei Ribera & Guerao, 1995
- Nesticus lusitanicus Fage, 1931
- Nesticus maculatus Bryant, 1948
- Nesticus masudai Yaginuma, 1979
- Nesticus mikawanus Yaginuma, 1979
- Nesticus mimus Gertsch, 1984
- Nesticus monticola Yaginuma, 1979
- Nesticus morisii Brignoli, 1975
- Nesticus murgis Ribera & De Mas, 2003
- Nesticus nahuanus Gertsch, 1971
- Nesticus nasicus Coyle & McGarity, 1992
- Nesticus nishikawai Yaginuma, 1979
- Nesticus noroensis Mashibara, 1993
- Nesticus obcaecatus Simon, 1907
- Nesticus orghidani Dumitrescu, 1979
- Nesticus paynei Gertsch, 1984
- Nesticus pecki Hedin & Dellinger, 2005
- Nesticus plesai Dumitrescu, 1980
- Nesticus potreiro Ott & Lise, 2002
- Nesticus potterius (Chamberlin, 1933)
- Nesticus rainesi Gertsch, 1984
- Nesticus rakanus Yaginuma, 1976
- Nesticus ramirezi Ott & Lise, 2002
- Nesticus reclusus Gertsch, 1984
- Nesticus reddelli Gertsch, 1984
- Nesticus sbordonii Brignoli, 1979
- Nesticus secretus Gertsch, 1984
- Nesticus sedatus Gertsch, 1984
- Nesticus sheari Gertsch, 1984
- Nesticus shinkaii Yaginuma, 1979
- Nesticus shureiensis Yaginuma, 1980
- Nesticus silvanus Gertsch, 1984
- Nesticus silvestrii Fage, 1929
- Nesticus sodanus Gertsch, 1984
- Nesticus sonei Yaginuma, 1981
- Nesticus speluncarum Pavesi, 1873
- Nesticus stupkai Gertsch, 1984
- Nesticus stygius Gertsch, 1984
- Nesticus suzuka Yaginuma, 1979
- Nesticus taim Ott & Lise, 2002
- Nesticus takachiho Yaginuma, 1979
- Nesticus tarumii Yaginuma, 1979
- Nesticus tennesseensis (Petrunkevitch, 1925)
- Nesticus tosa Yaginuma, 1976
  - Nesticus tosa iwaya Yaginuma, 1976
  - Nesticus tosa niyodo Yaginuma, 1976
- Nesticus uenoi Yaginuma, 1972
- Nesticus unicolor Simon, 1895
- Nesticus vazquezae Gertsch, 1971
- Nesticus wiehlei Dumitrescu, 1979
- Nesticus yaginumai Irie, 1987
- Nesticus yamagatensis Yoshida, 1989
- Nesticus yamato Yaginuma, 1979
- Nesticus yesoensis Yaginuma, 1979
- Nesticus zenjoensis Yaginuma, 1978